# القرار (رواية)
القرار Decision هي رواية من الأدب السياسي للكاتب الأمريكي ألن دروري نشرت في عام 1983.

## القصة
تدور القصة حول القاضي المعين حديثا في المحكمة الدستورية العليا، ومواجهته لأصعب قرار في حياته كلها.